# 静岡県道182号三沢富士宮線
静岡県道182号三沢富士宮線（しずおかけんどう182ごう みさわふじのみやせん）は、静岡県富士宮市内を通る一般県道である。

## 概要

### 路線データ
- 起点：静岡県富士宮市大鹿窪字三沢（静岡県道75号清水富士宮線交点）
- 終点：静岡県富士宮市貴船町（静岡県道184号白糸富士宮線交点）

## 沿革
- 1960年（昭和35年）4月1日 - 認定[1]

## 地理

### 通過する自治体
- 静岡県富士宮市

### 接続する道路
- 静岡県道75号清水富士宮線（起点：富士宮市大鹿窪字三沢）
- 静岡県道184号白糸富士宮線（終点：西富士宮駅北交差点）

### 周辺
- JR身延線 西富士宮駅
- 富士宮市立貴船小学校
- 大鹿窪遺跡
- 富士フイルム 富士宮工場
- 森永乳業 富士工場
- 富士チサンカントリークラブ